# Treece
Treece – miasto położone w hrabstwie Cherokee.